# Diaspis digna
Diaspis digna är en insektsart som beskrevs av Hoke 1928. Diaspis digna ingår i släktet Diaspis och familjen pansarsköldlöss. Inga underarter finns listade i Catalogue of Life.